# Brian Loyd
Brian Richard Loyd, född den 3 december 1973 i Lynwood i Kalifornien, är en amerikansk före detta professionell basebollspelare som tog brons för USA vid olympiska sommarspelen 1996 i Atlanta.
Loyd spelade åtta säsonger, totalt 536 matcher, i olika farmarligor (Minor League Baseball) 1996–2003, men fick aldrig chansen i Major League Baseball (MLB). I farmarligorna hade han ett slaggenomsnitt på 0,271, 29 homeruns och 234 RBI:s (inslagna poäng).